# Lukita Maxwell
Lukita Maxwell, född den 27 oktober 2001 i Jakarta i Indonesien, är en amerikansk skådespelare.
Maxwell som flyttade till Utah i USA som femåring har medverkat i flera film- och TV-produktioner. Hon har bland annat medverkat i TV-serierna Speechless år 2016 och Generation där hon spelade en av huvudrollerna år 2021. Hon har även medverkat i filmen The Young Wife från 2022 samt TV-serien Shrinking från 2023 där hon axlade en av de ledande rollerna. Hon har även en roll i skräckfilmen Afraid från 2024.

## Filmografi (i urval)
- 2016: Speechless
- 2021: Generation
- 2022: The Young Wife
- 2023: Shrinking
- 2024: Afraid